# Franz Landsberger (historyk sztuki)
Franz Landsberger (ur. 14 czerwca 1883 w Kattowitz dziś Katowice, zm. 17 marca 1964 w Cincinnati) – niemiecko-amerykański historyk sztuki pochodzenia żydowskiego.

## Życiorys
Jego ojciec, Adolf Landsberger, był bankierem i radnym w Katowicach. Franz Landsberger zdał egzamin maturalny w Maria-Magdalenen-Gymnasium we Wrocławiu w 1903 roku, a następnie studiował historię sztuki, filozofię i literaturę na uniwersytetach w Berlinie, Genewie, Monachium i Wrocławiu, gdzie uzyskał doktorat w 1907 roku.
Po dłuższym pobycie we Włoszech i podróżach po Niemczech, Anglii i Francji oraz po dalszych studiach u Heinricha Wölfflina w Berlinie, Landsberger habilitował się we Wrocławiu w 1912 roku. Po habilitacji wykładał jako profesor nadzwyczajny na Uniwersytecie Wrocławskim do 1933 roku. W tym okresie ukazało się wiele jego prac w języku niemieckim, pokazujące zainteresowanie niemal wszystkimi dziedzinami sztuki.
W okresie nazistowskim w 1935 roku przejął kierownictwo Muzeum Żydowskiego w Berlinie. Landsberger był szczególnie związany z Maxem Liebermannem, którego uhonorował pierwszą wystawą poświęconą pamięci w 1936 roku. Oprócz katalogu tej wystawy, opublikował również wybór listów Liebermanna w 1937 roku. Jako dyrektor Muzeum Żydowskiego został wysłany do obozu koncentracyjnego Sachsenhausen w 1938 roku, ale po kilku tygodniach zdołał wyjechać do Oksfordu, na zaproszenie tamtejszego uniwersytetu.
W 1939 roku podjął pracę na Hebrew Union College w Cincinnati w Stanach Zjednoczonych. Od tego czasu poświęcił całą swoją energię badaniom nad sztuką żydowską. Dzięki swojej książce Historia Sztuki Żydowskiej, opublikowanej w 1946 roku, oraz innym artykułom specjalistycznym na ten temat, stał się uznawanym autorytetem w tej dziedzinie. Jego książki A History of Jewish Art i Rembrandt, the Jews and the Bible są uważane za ważne osiągnięcia w dziedzinie historii sztuki żydowskiej. 